# Красний Пахар (Адигея)
Красний Пахар (рос. Красный Пахарь; адиг. ЖъонэкІо Плъыжь) — хутір Гіагінського району Адигеї Росії. Входить до складу Сергіївського сільського поселення.
Населення — 28 осіб (2015 рік).